# Anthony Thet
Anthony Thet (* 14. März 1980 in Erfurt) ist ein deutscher Sänger, Gitarrist und Songwriter.

## Leben
Anthony Thet studierte in Berlin Betriebswirtschaftslehre. Sein Vater Sonny Thet, der aus Kambodscha stammt, ist klassischer Cellist und Mitglied der Band Bayon. 1988 reiste die Familie nach West-Berlin aus. Anthony Thet erlernte als Zwölfjähriger das Gitarre spielen. Seit seinem 17. Lebensjahr tritt der Gitarrist vor Publikum auf. Seit 2005 arbeitete er auch für namhafte Künstler als Live-Gitarrist, darunter Ich+Ich, Lutricia McNeal und Natasha Thomas.
Von 2006 bis 2010 bildete er zusammen mit Finn Martin, Marco Möller und Philipp Steinke die deutsche Pop-Rock-Band Asher Lane. Thet war Gitarrist der Band, die mit der Single New Days im Jahre 2006 Platz 97 der deutschen Charts erreichte.
Ab August 2010 war Anthony Thet in der ersten Staffel der deutschen TV-Castingshow X Factor zu sehen. Mit Juror Till Brönner als Mentor trat er in der Kategorie der Solosänger ab 25 Jahren an. In der sechsten Liveshow vom 26. Oktober 2010 schied Thet schließlich nach einem Gesangs-Duell gegen die Gruppe Big Soul aus der Show aus.

## Diskografie

### Alben
- Beautiful Falling (2006) / Asher Lane
- New Days (2010) / Asher Lane
- Gentlemental (2013) / Anthony Thet
- I’m Yours (2016) / Thet à Thet

### Singles
- Gentlemental – Anthony Thet feat. Money Mendoza / Anthony Thet